# Motori Renault
In questa sede si vuole fornire una panoramica d'insieme dei principali motori (diesel e benzina) prodotti dalla casa automobilistica francese Renault.

## Nomenclatura
In primo luogo, è opportuno fare una precisazione: la storia della nomenclatura dei motori Renault si divide in due fasi significative. La prima fase prevedeva che i motori fossero designati con sigle esclusivamente numeriche, corrispondenti alle sigle di progetto interne della casa automobilistica. Negli gli anni cinquanta, questa modalità ha progressivamente ceduto il passo a una nuova di identificazione, caratterizzata dall'utilizzo di codici alfanumerici per i motori. In ogni caso, i codici impiegati dagli specialisti della Renault rimangono esclusivamente numerici. La fase di implementazione di motori con codifica alfanumerica è ancora in corso.

## Spiegazione dei codici alfanumerici
Dietro ai codici alfanumerici dei motori Renault sta un significato ben preciso, che descrive le caratteristiche di ogni motore. Generalmente questi codici sono composti da tre caratteri disposti nella successione lettera-cifra-lettera. Tale successione viene schematizzata con il simbolo generico XnY, dove:
- X è una lettera dell'alfabeto che indica la famiglia di appartenenza del motore;
- n è una cifra da 1 a 9 in cui sono codificate le caratteristiche del tipo di motore in questione (carburatore monocorpo o doppio corpo, iniezione o carburatore, valvole parallele o ad angolo, benzina o diesel, ecc.)
- Y è un'altra lettera dell'alfabeto che indica la fascia di cilindrata entro cui è compreso il motore. In particolare:
  - A. Motore sotto i 750 cm³;
  - B-U. Motore tra i 750 e i 2250 cm³;
  - V-Z. Motore sopra i 2250 cm³.

A volte questo codice viene completato da altri tre caratteri alfanumerici che indicano alcune caratteristiche del motore (sovralimentato o aspirato, catalizzato o meno, ecc.).

## Elenco principali motori

### Motori con codice numerico
I motori Renault con codice numerico sono tutti motori a benzina.
- Type 488, 1 litro (1937-53);
- Type 603, 2.4 litri (1936-54);
- Type 668, 2 litri (1951-60);
- Type 671, 2.2 litri (1956-60);

### Motori con codice alfanumerico
I motori con codice alfanumerico possono essere sia a benzina che diesel. Di seguito sono riportati tali motori. Si tenga presente che, nel caso di motori prodotti in collaborazione con altre Case, il periodo e le versioni indicate sono quelli di utilizzo esclusivamente da parte della Renault.

#### Motori a benzina
- Billancourt o Type B, 0.7-0.8 (1946-85);
- Cléon-Fonte o Sierra, 1.0-1.4 litri (1962-98);
- Cléon-Alu, 1.5-1.6 litri (1965-86);
- PRV, 2.7-3.0 litri (1975-98);
- Type X, 1.2-1.4 litri (1976-83);
- Douvrin benzina, 2.0-2.2 litri (1977-96);
- Type F a benzina o Motore Fonte a benzina, 1.7-2.0 litri (dal 1983);
- Energy o Type E, 1.2-1.4 litri (dal 1988);
- Type D, 1.1 litri (dal 1996);
- Type N, 1.9-2.4 litri (1995-2000);
- Type K benzina, 1.4-1.6 litri (dal 1995);
- L7X, 2.9 litri (1997-07);
- VQ35DE, 3.5 litri (2001-10);
- M4R, 2.0 litri (dal 2006);
- MR16DDT, 1.6 litri (dal 2013);
- QR25DE, 2.5 litri (2008-10);
- Serie H, 0.9-1.4 litri (dal 2009).

#### Motori diesel
- Douvrin diesel, 2.1 litri (1980-96);
- Type S, 2.4-2.8 litri (1981-2006);
- Type F Diesel o motore Fonte diesel, 1.6-1.9 litri (1985-12);
- Type G, 2.2-2.5 litri (1995-2010);
- Type K Diesel, 1.5 litri (dal 2001);
- P9X, 3 litri (2002-08);
- M9R, 2.0 litri (dal 2006);
- M9T, 2.3 litri (dal 2010);
- R9M, 1.6 litri (dal 2011);
- V9X, 3 litri (dal 2008);
- ZD30, 3 litri.

## Altri motori
- Indenor TMD, diesel 1.8 litri (1959-60)
- Motore CHT (1983-97);
- OM607 (per Mercedes-Benz), diesel 1.5 litri (dal 2012).